# Culpa Mia – Meine Schuld
Culpa Mia – Meine Schuld (Originaltitel: Culpa mía) ist ein spanisches Filmdrama aus dem Jahr 2023 von Domingo González. In den Hauptrollen sind Nicole Wallace und Gabriel Guevara zu sehen. Der Film basiert auf dem gleichnamigen Wattpad-Roman von Mercedes Ron.
Der Film wurde am 8. Juni 2023 weltweit auf dem Video-on-Demand-Portal Prime Video veröffentlicht.

## Handlung
Die Teenagerin Noah muss widerwillig zu dem neuen Ehemann ihrer Mutter Rafaella ziehen und dabei ihren Freund Dan und ihre besten Freundinnen verlassen. Als sie das opulente Anwesen von William Leister betritt, begegnet sie ihrem Stiefbruder Nick, der wenig begeistert von Noah ist. Beim ersten Abendessen wird Nick, der als Surf-Champion und aufstrebender Anwalt gefeiert wird, als perfekter Sohn bezeichnet. Als er sich verabschiedet, nutzt Noah die Gelegenheit, ebenfalls zu gehen. Bei der gemeinsamen Heimfahrt offenbart sich Nicks wahre Seite, die nichts mit dem perfekten Sohn zu tun hat. Er hat eine Vorliebe für Partys, Autorennen und Boxen. Als er Noah am Straßenrand stehen lässt, wird sie von Zack aufgesammelt. Gemeinsam gehen sie auf eine Party, auf der auch Nick ist. Noah droht Nick, seinen Betrug ihren Eltern zu verraten. Als sie jedoch ein Getränk mit Alkohol trinkt, bringt Nick sie heim und sie schwören sich gegenseitig ihre Geheimnis zu wahren.
Noah muss erfahren, dass ihr Freund Dan sie betrügt. Aus Rache will sie ihm eins auswischen und geht zu einem illegalen Autorennen von Nick. Dort benutzt sie Nick für ein Foto, welches sie Dan zukommen lässt. Die körperliche Anziehung der beiden wird deutlich, aber sie wollen es nicht akzeptieren, da sie Geschwister sind. Noah wird unerwartet von Ronnie, einem kürzlich aus dem Gefängnis entlassenen Jugendlichen, zu einem Rennen herausgefordert. Dies nimmt sie nach einer Beleidigung seitens Ronnies auch an und gewinnt dank des Rennwissens ihres Vaters. Sie ahnt nicht, dass Ronnie sie betrogen hat und Nick deswegen seinen Wagen hergeben muss. Dieser ist wütend auf Noah, aber als es zu einer Gewaltorgie kommt, schützt er sie. Mit der Zeit erkennt Nick, dass Noah eine besondere Abneigung gegen Konflikte hat. Er kommt dahinter, dass Noah mitansehen musste, wie ihr Vater Jonás gegenüber ihrer Mutter gewalttätig wurde. Eines Tages wurde Noah von ihrem Vater mit einem Messer angegriffen. Dank ihrer Aussage wurde ihr Vater verhaftet und verurteilt. Wegen dieser Erkenntnis will Nick Noah vor solch zukünftigen Situationen schützen. Die beiden nähern sich dadurch an und verlieben sich ineinander. Sie wissen jedoch, dass sie keine gemeinsame Zukunft haben. Trotzdem verbringen sie eine gemeinsame, intime Nacht miteinander.
Parallel erhält Noah anonyme Drohnachrichten. Sie vermutet zunächst, dass Ronnie und dann Anna, eine Freundin von Nick, hinter den Nachrichten steckt. Nick erfährt von seinem Vater, dass Noahs Vater aus dem Gefängnis entlassen wurde. Er übernimmt die Rolle ihres Beschützers, da Rafaella befürchtet, dass ihr Ex-Ehemann Vergeltung an Noah für ihre belastende Aussage vor Gericht üben könnte. Nach ihrer gemeinsamen Nacht wird Noah von Ronnie entführt, der sich mit Jonás verschworen hat. Er verlangt für die Freilassung von Noah ein Lösegeld in Höhe von einer Million Dollar. Am vereinbarten Übergabeort taucht jedoch Noahs Vater nicht auf. Nick macht sich auf die Suche nach seiner Stiefschwester und findet sie mit Hilfe eines Peilsender. Nach einer Verfolgungsjagd wird Jonás von der Polizei ausgeschaltet. Die beiden gestehen sich ihre Liebe und werden ein Paar. Dies missbilligen Rafaella und William und wollen alles versuchen, die beiden wieder auseinanderzubringen.

## Hintergrund
Der Film basiert auf der Wattpad-Geschichte Culpa mía von Mercedes Ron, die später zu einer Buchtrilogie erweitert wurde, die von Penguin Random House veröffentlicht wurde. Im Auftrag von Amazon Prime Video Espania ist der Film durch die Produktionsfirma Pokeepsie Films, die von den Produzenten Álex de la Iglesia und Carolina Bang geführt wird, entstanden.
Der Film wurde im Frühjahr/Sommer 2022 gedreht. Zu den Drehorten gehören die Costa del Sol, darunter Torremolinos, Manilva und Marbella.

## Besetzung und Synchronisation
Die deutschsprachige Synchronisation entstand nach dem Dialogbuch von Alexandra Vyhnalek sowie unter der Dialogregie von Oliver Mink durch die Synchronfirma Iyuno-SDI Group Germany in München.
| Rolle                   | Schauspieler      | Synchronsprecher    |
| ----------------------- | ----------------- | ------------------- |
| Noah Morgan             | Nicole Wallace    | Zina Laus           |
| Nicholas „Nick“ Leister | Gabriel Guevara   | Nicolai Mondschein  |
| Rafaella                | Marta Hazas       | Melanie Manstein    |
| Jonás                   | Iván Massagué     | Oliver Mink         |
| William Leister         | Iván Sánchez      | Matthias Klie       |
| Ronnie                  | Fran Berenguer    | Kevin Kasper        |
| Jenna                   | Eva Ruíz          | Pia Amofa-Antwi     |
| Anna                    | Adriana Ubani     | Angelina Markiefka  |
| Betty                   | Eve Ryan          | Leslie-Vanessa Lill |
| Mario                   | Lucas Nabor       | Grischa Olbrich     |
| Mikel                   | Antonio Hernández | Fabian Wittkowski   |
| Esteban                 | Jaime Ordóñez     | Christian Giegerich |
| Dan                     | Pablo Riguero     | Benjamin Mereis     |

## Fortsetzungen und Neuverfilmung
Ende Juli 2023 wurden zwei Fortsetzungen zum Film angekündigt. Wallace und Guevara werden in ihren Rollen als Noah und Nick zurückkehren. Culpa Tuya – Deine Schuld erschien Ende 2024 bei Amazon.
Die Neuverfilmung Culpa Mía – Meine Schuld: London ist 2025 erschienen.